# Übach-Palenberg
Übach-Palenberg ist eine an der Grenze zu den Niederlanden gelegene mittlere kreisangehörige Stadt im nordrhein-westfälischen Kreis Heinsberg.

## Geografie
Übach-Palenberg liegt 17 Kilometer nördlich von Aachen im Süden des Kreises Heinsberg. Unmittelbar angrenzende Nachbarkommunen sind die Gemeinde Landgraaf auf niederländischer Seite und die Städte Geilenkirchen, Baesweiler, Alsdorf und Herzogenrath auf deutscher Seite.

### Gewässer
- Die Wurm fließt in Süd-Nord-Richtung durch die Stadtteile Zweibrüggen und Frelenberg.
- Ein Bach mit Namen Übach entspringt südlich des Alsdorfer Stadtteils Busch. Er fließt, teilweise unterirdisch, im Bogen nördlich um Merkstein herum, weiter Richtung Norden an Herbach vorbei nach Übach und weiter im Bogen nach Westen in Richtung Palenberg, wo er in der Nähe des Naherholungsgebietes nach etwa 9 Kilometern in die Wurm mündet.[2]

### Naturschutzgebiet
Eine Teilfläche des Naturschutzgebietes Teverener Heide gehört zum Gebiet der Kommune.

### Stadtgliederung

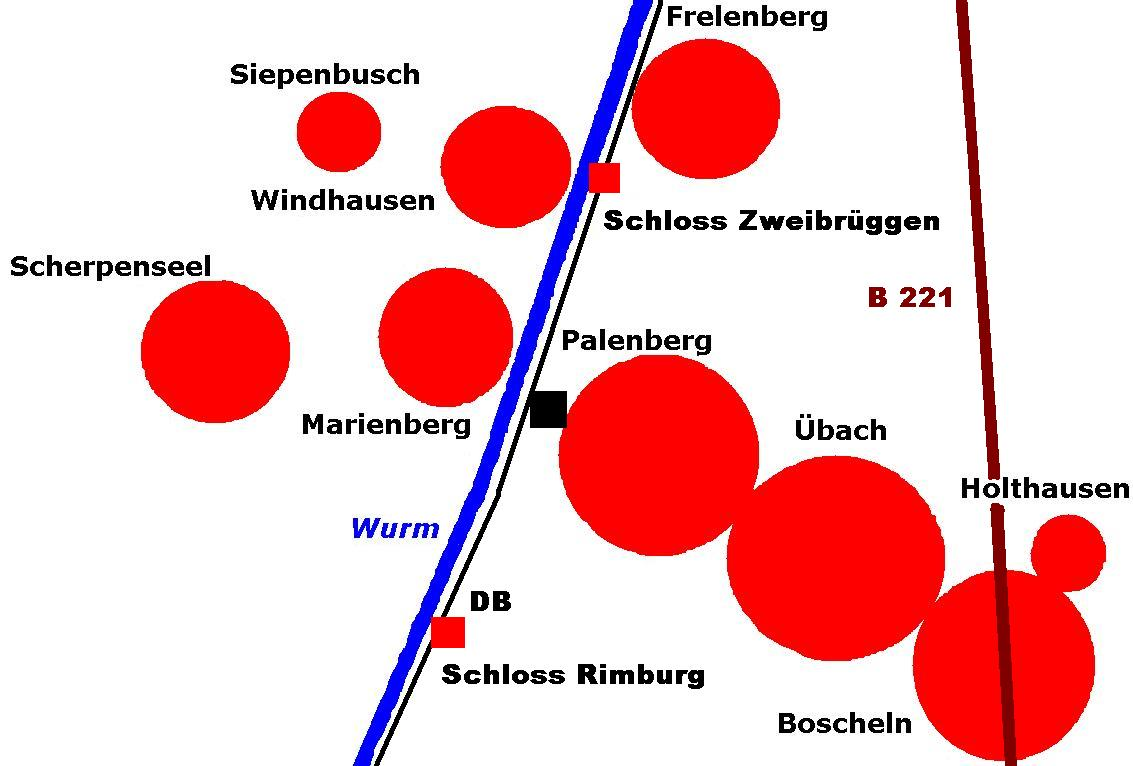
Stadtgliederung

Die Stadt besteht aus den Ortsteilen (in Klammern Einwohnerzahlen vom 31. Dezember 2015):
- Boscheln 4.650
- Frelenberg 3.180
- Holthausen 459
- Marienberg 1.856
- Palenberg 4.931
- Rimburg 346
- Scherpenseel 2.036
- Siepenbusch 129
- Stegh 33 (1. Juni 2023)
- Übach 6.812
- Windhausen 369
- Zweibrüggen 86

sowie den Gehöften Hoverhof, Drinhausen, Blaustein, Valkerhofstadt und Weißenhaus.

## Geschichte

### Ursprünge
Die Via Belgica, eine römische Hauptverkehrsstraße, durchschnitt das heutige Stadtgebiet und überquerte in der Nähe des Schlosses Rimburg die Wurm. Etwa anderthalb Kilometer flussabwärts zwischen Palenberg und Marienberg fand man die Grundmauern eines römischen Gutshofs. Die zu dem Hof gehörende Therme ist zwischenzeitlich teilweise rekonstruiert und an ihrer Fundstelle zu besichtigen.
Im Ortsteil Boscheln entsprechen die heutige Friedensstraße und Brünestraße dem Verlauf der Römerstraße.

### Vom Mittelalter zur Neuzeit
Der Ortsteil Palenberg wird in einer Urkunde vom 20. Januar 867 über einen Güteraustausch zwischen einem Vasallen des Jülicher Grafen Matfridt namens Otbert und dem fränkischen König Lothar II. erstmals schriftlich erwähnt. Um das Jahr 1000 gehörte der Ort vermutlich zur Herrschaft Geilenkirchen, die im 12. Jahrhundert in den Besitz der Herren von Heinsberg gelangte. Mit der Herrschaft Heinsberg kam Palenberg schließlich zum Herzogtum Jülich und wurde Teil des Jülicher Amtes Geilenkirchen.
Die erste Erwähnung von Übach erfolgte 1172 mit Nennung einer Adligen gleichen Namens als Ministerialin der Abtei von Thorn an der Maas. Die Abtei übte mindestens seit dieser Zeit die Herrschaft über den Ort aus, vermutlich aber bereits früher.
1794 wurde nach der französischen Besetzung des Rheinlandes die Mairie (Bürgermeisterei) Übach gebildet und dem Département de la Roer unterstellt. Nach dem Wiener Kongress 1815 waren die heute zu Übach-Palenberg gehörenden Orte Teile des neugebildeten Kreises Geilenkirchen. Im Jahr 1827 hatte Palenberg 98 Einwohner und Übach 1268 Einwohner.

### Industrialisierung
Übach-Palenberg verfügt seit der Fertigstellung der Eisenbahnlinie Aachen-Mönchengladbach 1852 über einen Bahnanschluss.
Von 1917 bis 1962 wurde auf der Grube Carolus Magnus Steinkohle abgebaut. In diesem Zeitraum entwickelte sich parallel zum Wachstum der Steinkohlengrube das zusammenwachsende Übach-Palenberg. Das Wachstum Palenbergs begann gegenüber der Betriebsfläche der Zeche entlang der Carlstraße und dehnte sich bis zur Wurm aus. In den rund 50 Jahren des Bestehens der Zeche stieg die Einwohnerzahl des Weilers Palenberg von rund 400 auf 4436 und diejenige Übachs von rund 1600 auf 5570.
In Boscheln entstand zu Beginn der 1920er-Jahre eine weitere Bergmannssiedlung. Diese war nicht für die Grube Carolus Magnus bestimmt, sondern für die im benachbarten Baesweiler liegende Grube Carl Alexander.

### Nationalsozialismus

#### Vorkriegszeit
Im Jahr 1935 entstand die Gemeinde Übach-Palenberg aus den Gemeinden Frelenberg, Scherpenseel und Übach. 1936 wurden von der Gemeindeverwaltung 14 Übach-Palenberger als Juden erfasst, deren Spuren sich in den folgenden Jahren verloren. Zwei mit Nichtjuden verheiratete Frauen überlebten den Holocaust, während der Jude Baruch Dellman 1938 nach Polen ausgewiesen wurde und nachweislich 1940 den Tod im Konzentrationslager Sachsenhausen fand.

#### Während des Kriegs
Heinrich Himmler ordnete am 9. September 1940 die überregionale Einrichtung von Bordellen für Gemeinden an, in denen mehr als hundert fremdvölkische Arbeiter untergebracht waren. Der Übach-Palenberger Bürgermeister Carl sowie die Zeche Carolus Magnus versuchten dies zu verhindern. Die Bemühungen waren erfolglos. Im Jahr 1941 wurde ein Bordell in einer Holzbaracke mit drei polnischen Prostituierten eingerichtet. Mit der zurückgehenden Kohleförderung nahm auch die Nutzung des Bordells ab, das in der Folge aufgelöst wurde. Die freiwerdende Baracke wurde dann mit sowjetischen Kriegsgefangenen belegt.
Nach dem Einmarsch der Amerikaner war die Bevölkerung zunächst erleichtert. Für die Gemeinde datiert das Ende der Kampfhandlungen auf den 5. Oktober 1944. Als sich eine amerikanische Infanterieeinheit eines Abends gegen 22 Uhr auf ihren Abmarsch in den Kölner Raum für den folgenden Tag vorbereitete, schlug eine für einen Angriff auf Antwerpen bestimmte V1 in ein Doppelhaus in der Hügelstraße ein. Die Schäden in der bis zu diesem Zeitpunkt von Kriegseinwirkungen weitgehend verschonten Siedlung waren verheerend. Die Anzahl der Toten wurde nie bekannt.

### Nach 1945
Im Jahr 1967 erhielt die Gemeinde Übach-Palenberg die Stadtrechte.
Am 1. Januar 1972 wurde ein Teil der Gemeinde Merkstein mit damals etwa 300 Einwohnern eingegliedert. Gleichzeitig änderte sich die Kreiszugehörigkeit. Die Stadt wechselte aus dem aufgelösten Selfkantkreis Geilenkirchen-Heinsberg in den neuen Kreis Heinsberg.
In den 1970er- und frühen 1980er-Jahren erfolgte eine Sanierung der Bergarbeitersiedlungen Boscheln, Palenberg, Marienberg und Frelenberg sowie des Ortskerns von Übach. Im Jahre 1989 wurde ein großes Naherholungsgebiet rund um den Wurmtalsee zwischen Palenberg und Marienberg eingeweiht. Im Jahre 1993 erfolgte der Umbau des ehemaligen Verwaltungsgebäudes der Grube Carolus Magnus zum Carolus-Magnus-Centrum für Umwelttechnologie (CMC).

### Einwohnerentwicklung
(jeweils am 31. Dezember)
| Jahr | Einwohner |
| ---- | --------- |
| 1998 | 24.128    |
| 1999 | 24.386    |
| 2000 | 24.804    |
| 2001 | 25.049    |
| 2002 | 25.362    |
| 2003 | 25.452    |

| Jahr | Einwohner |
| ---- | --------- |
| 2004 | 25.436    |
| 2005 | 25.327    |
| 2006 | 25.206    |
| 2007 | 25.110    |
| 2009 | 24.817    |
| 2010 | 24.776    |

| Jahr | Einwohner |
| ---- | --------- |
| 2011 | 24.706    |
| 2012 | 24.052    |
| 2013 | 23.948    |
| 2016 | 24.198    |
| 2022 | 24.215    |

## Religion

### Katholische Kirche
Die erste Kirche in Palenberg war eine Holzpfostenkirche aus dem 8. Jahrhundert. Im 11. Jahrhundert wurde eine kleine Steinkirche errichtet, von dieser ist der Kern heute noch erhalten. Sie ist damit eine der ältesten Kirchen im Kreis Heinsberg. Die St.-Petrus-Kapelle wird auch Karlskapelle genannt.
Bis zum 31. Dezember 2009 bestand das Dekanat Übach-Palenberg aus sechs Pfarreien bzw. Weggemeinschaften. In den dazugehörigen Kirchen wurden entsprechende Gottesdienste abgehalten. Seit dem 1. Januar 2010 existiert durch den Zusammenschluss dieser sechs Pfarreien nur noch die Pfarre St. Petrus Übach-Palenberg. Ihre Hauptkirche liegt in Übach (früher St. Dionysius).
Katholische Kirchen in der Pfarre St. Petrus Übach-Palenberg:
- Die Kirche in Übach, geweiht im Jahre 1953, wurde dem Heiligen Dionysius geweiht. Es gab zwei Vorgängerkirchen und zwar von zirka 930 bis zum 16. Jahrhundert eine alte Sandsteinkirche, die 1303 dem Damenstift Thorn inkorporiert wurde sowie der Folgebau, der im Laufe des 16. Jahrhunderts entstand. Im Jahre 1581 wurde der Folgebau mit großem Turm fertiggestellt. Er wurde bei dem Kampfhandlungen während der Einnahme Übachs durch die Alliierten im Oktober 1944 fast vollständig zerstört. Nach Nutzung einer Notkirche konnte – wie schon erwähnt – 1953 die jetzige Kirche geweiht werden.
- Die Palenberger Kirche ist der Heiligen Theresia geweiht. Sie wurde im Jahre 1930 nach dem Entstehen der dortigen Bergmannssiedlung der Grube Carolus Magnus erbaut. Bis zu diesem Zeitpunkt wurde die St. Petrus-Kapelle aus dem 11. Jahrhundert für die Gottesdienste benutzt.
- Die St.-Fidelis-Kirche in Boscheln existiert seit 1930 und war die ersten 20 Jahre Rektoratskirche (Bestandteil der Übacher Pfarre). Von 1951 bis 2009 war St. Fidelis Boscheln eine selbstständige Pfarre.
- In Frelenberg existieren zwei katholische Kirchen, und zwar die alte Pfarrkirche (siehe Sehenswürdigkeiten), die bis zum Jahre 1960 genutzt wurde. Die neue Pfarrkirche, die wie die alte Kirche dem Heiligen Dionysius geweiht ist, ist ein großer und moderner Sakralbau, der seit 1960 für Gottesdienste genutzt wird.
- Im Jahre 1895 wurde in Scherpenseel die dortige Pfarrkirche St. Mariä Himmelfahrt fertiggestellt.
- Die Pfarre von Marienberg trägt den Namen St. Mariä Heimsuchung. 1911 ließen sich die Oblaten des hl. Franz von Salesin Marienberg nieder. Die alte Kirche in Marienberg wurde im Zweiten Weltkrieg vollständig zerstört. In den Jahren 1957 und 1958 erbaute man an der alten Stelle das heutige Gotteshaus.

### Evangelische Kirche

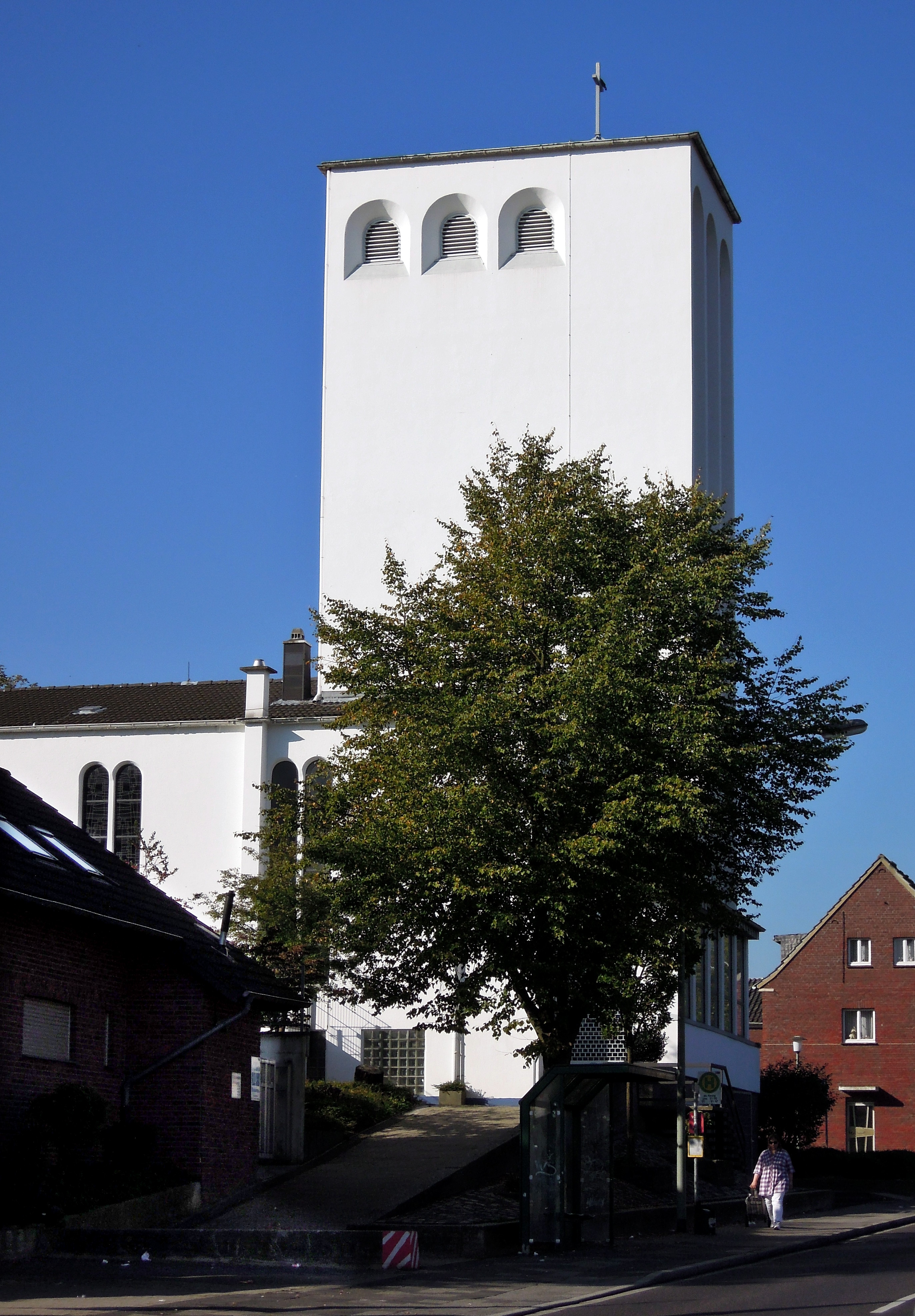
Die Evangelische Erlöserkirche in Übach, die „weiße Kirche“

Durch die Ansiedlung von zahlreichen Bergleuten zogen auch evangelische Christen in größerer Zahl zu. Bis Ende 2006 gab es im Stadtgebiet zwei evangelische Kirchengemeinden (Übach-Palenberg-Ost und Übach-Palenberg-West), die zum 1. Januar 2007 zur Evangelischen Kirchengemeinde Übach-Palenberg fusionierten. Die Kirchengemeinde gehört zum Kirchenkreis Jülich der Evangelischen Kirche im Rheinland.
Seit den 1950er-Jahren gab es vier evangelische Kirchen in Übach-Palenberg. Die Kreuzkirche (erbaut 1953) im Stadtteil Boscheln wurde zum 1. Januar 2011 an die Freikirchliche Gemeinde verkauft. Die Auferstehungskirche in Marienberg (erbaut 1957) wurde im Februar 2014 entwidmet, die Immobilie im Jahr 2022 an den Kirchenkreis Jülich verkauft. Somit verfügt die evangelische Gemeinde noch über zwei Kirchen, die Erlöserkirche in Übach (erbaut 1932) und die Christuskirche in Frelenberg (erbaut 1954). Die Kirchengemeinde hat derzeit ca. 3900 Gemeindeglieder (Stand: Dezember 2023) und zwei Pfarrstellen. Der Anteil der Evangelischen an der Gesamtbevölkerung der Stadt macht damit knapp 20 % aus.

### Freikirchen

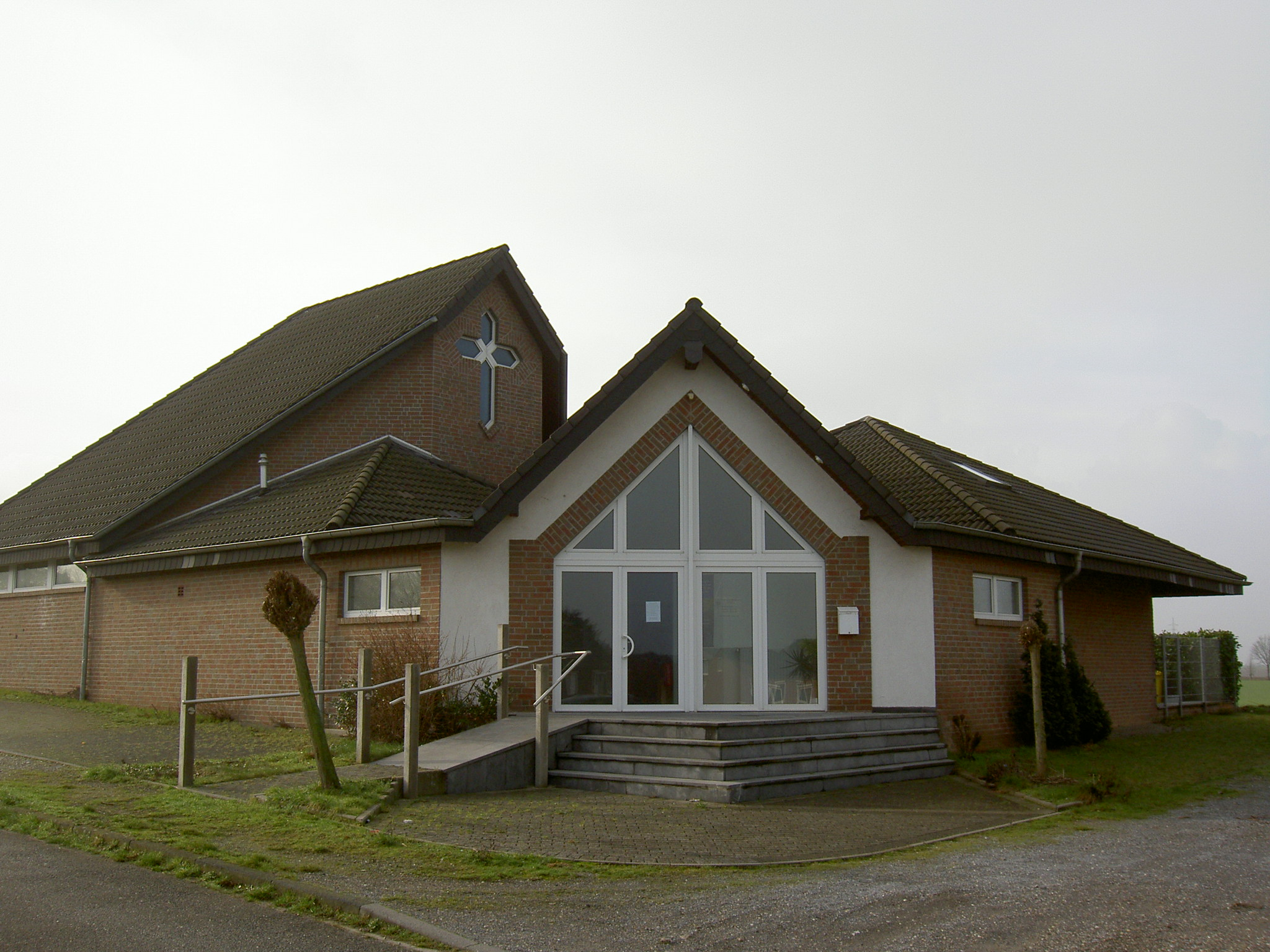
Apostolische Gemeinde

Von den Freikirchen ist die Apostolische Gemeinschaft mit ihrem Gemeindezentrum in Boscheln und von anderen Konfessionen die Neuapostolische Kirche mit ihrer Kirche in Übach vertreten. Von 1981 bis 2017 gab es auch eine neuapostolische Kirche in Boscheln.
Im Dezember 2010 hat die Evangelisch-Freikirchliche Gemeinde Herzogenrath-Merkstein die Kreuzkirche in Boscheln von der evangelischen Kirche erworben. Die Gemeinde firmiert nun als Evangelisch-Freikirchliche Gemeinde Übach-Palenberg. Seit Mitte Februar 2011 finden alle Gemeindeveranstaltungen der EFG in der Kreuzkirche statt. Die 1953 erbaute Kreuzkirche in Boscheln hatte vor dem Zweiten Weltkrieg einen provisorischen Vorgängerbau, eine zu einer Kirche umgebauten Holzbaracke. Dies wurde möglich, nachdem die NS-Machthaber diese der Arbeiterwohlfahrt gehörende Baracke (ein Jugendheim) enteignet und später der evangelischen Kirche verkauft hatten.

### Andere Religionen
Im Stadtteil Holthausen existiert im Gewerbegebiet eine Moschee für die fast 2000 Muslime der Stadt.

## Politik

### Stadtrat
Die Kommunalwahlen seit 2009 führten zu folgender Verteilung der 32 Sitze im Stadtrat:
| Partei | 2020 | 2014 | 2009 |
| ------ | ---- | ---- | ---- |
| CDU    | 13   | 15   | 12   |
| SPD    | 10   | 10   | 11   |
| UWG1   | 2    | 2    | 5    |
| GRÜNE  | 5    | 3    | 2    |
| FDP    | 1    | 1    | 1    |
| LINKE  | 1    | –    | –    |
| USPD2  | –    | 1    | –    |

1UWG: Unabhängige Wählergemeinschaft Übach-Palenberg 2USPD: Unabhängige sozial-politische Demokraten

### Bürgermeister
- 1935–1944: Wilhelm (Willy) Carl
- 1946–1948: Johann (Johannes) Heinrichs
- 1949:–1949 Gerhard Peters
- 1949–1952: Richard Wagner
- 1952–1961: Martin Lürkens
- 1961–1964: Josef Fürkötter, CDU
- 1964–1972: Max Gärtner, SPD
- 1972–1982: Manfred Sybertz, SPD
- 1982–1988: Werner Müller, SPD
- 1988–1996: Rolf Kornetka, SPD (am 28. November 1996 im Amt verstorben)
- 1997–2009: Paul Schmitz-Kröll, SPD, hauptamtlich
- 2009–2020: Wolfgang Jungnitsch, CDU, hauptamtlich
- 2020–    : Oliver Walther, CDU, hauptamtlich[11]

### Wappen
Waagerecht geteilter Schild, im oberen blauen Feld gekreuzte Lilienzepter, golden tingiert, darüber schwebend der Buchstabe T in schwarz. Das untere Feld des Schildes gespalten, vorn im gelben Feld ist ein schwarzer, ungekrönter Löwe mit roter Zunge. Im roten Feld ist ein weißer, gekrönter Löwe.
Die gekreuzten Lilienzepter und der Buchstabe T weisen auf die Grundherrschaft des Damenstiftes Thorn (Niederlande) hin. Frelenberg und Palenberg gehörten zum Herzogtum Jülich. Daran erinnert der schwarze, ungekrönte Löwe. Der silberne Löwe ist dem Wappen der Herrschaft Heinsberg entlehnt, weil Scherpenseel ursprünglich zu dieser gehörte.

### Städtepartnerschaften
Übach-Palenberg unterhält folgende Städtepartnerschaften:
- Rosny-sous-Bois, Frankreich seit 1990
- Landgraaf, Niederlande seit 2000

### Eurolog
Im April 2013 wurde im Vorprogramm zur jährlichen Karlspreisverleihung in Aachen der sogenannte Eurolog als Europa-Gespräch zwischen EU-Bürgern, EU-Politikern und Eurokraten im städtischen Schloss Zweibrüggen durchgeführt. Zum zweiten Eurolog im Mai 2014 waren auf dem Podium: Die Europaabgeordnete Sabine Verheyen, der ehemalige Präsident des Europäischen Parlaments Klaus Hänsch, Sprecher des Karlspreisdirektoriums Jürgen Linden, der Europaabgeordnete Sven Giegold, sowie der Generalsekretär des Europäischen Parlaments Klaus Welle.

## Kultur, Kunst und Sehenswürdigkeiten

### Kunst- und Kulturpreis der Stadt Übach-Palenberg
Im Jahr 2011 beschloss der Stadtrat der Stadt Übach-Palenberg einen Kunst- und Kulturpreis auszuschreiben, der verdiente Künstler der Stadt in angemessenem Rahmen für ihre Verdienste für die Stadt ehren soll. Bisherige Preisträger sind:
- 2011: Professor Reinhold Bohrer (Gitarrist und Musiker)
- 2012: Hermann Josef Mispelbaum (Maler)
- 2013: Professor Benno Werth (Maler)
- 2014: Ingrid Heinze (Tanz, Theater Traumkarussel)
- 2015: Jürgen Tarrach (Schauspieler)
- 2016: Privat-Musikkapelle Scherpenseel (Musik)
- 2017: Richard Riediger (Archäologe, Sammlung Riediger)
- 2019: Hanns Paul Jouck (Musik)

### Sehenswürdigkeiten

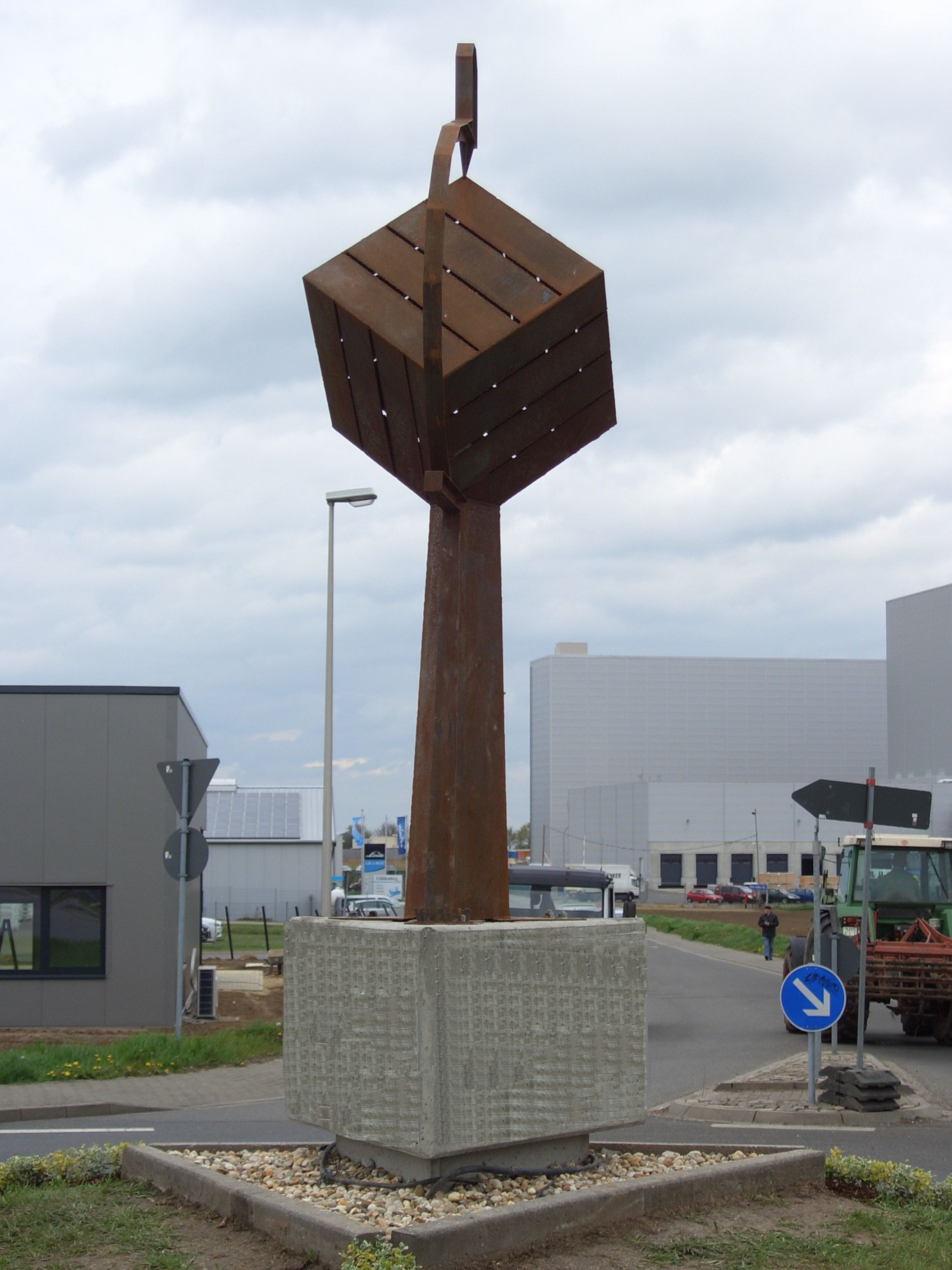
Willi Arlt, Skulptur Heute – Symbiose aus Gestern und Morgen, 2012, Corten-Stahl

- historischer Wandaltar im Schloss Zweibrüggen
- Klangbrücke vom Wurmtal zum Willy-Dohmen-Park
- Der stumme Zeuge – Die Unschuldsbeteuerung, Bronze-Skulptur von Hermann Josef Mispelbaum, Gedenkstätte für die Opfer des Nationalsozialismus im Park am Freibad in Übach-Palenberg (2014)
- Platschhonk-Denkmal von Krista Löneke-Kemmerling auf dem Marktplatz in Übach (1979)
- Skulptur Heute – Symbiose aus Gestern und Morgen, Corten-Stahl, Kreisverkehr Übach-Palenberg, Brünestr. - David Hansemann Str., gestaltet vom Geilenkirchener Künstler Willi Arlt, 2012.[13]
- Skulptur Der Hühnermarkt im Stadtteil Scherpenseel (Heerlener Straße), gestaltet vom Geilenkirchener Künstler Willi Arlt (2017)[14]

### Museen
- Die (private) Sammlung Riediger zeigt Funde aus der Mittelsteinzeit sowie zahlreiche und außergewöhnliche Blitzröhren.

### Bauwerke

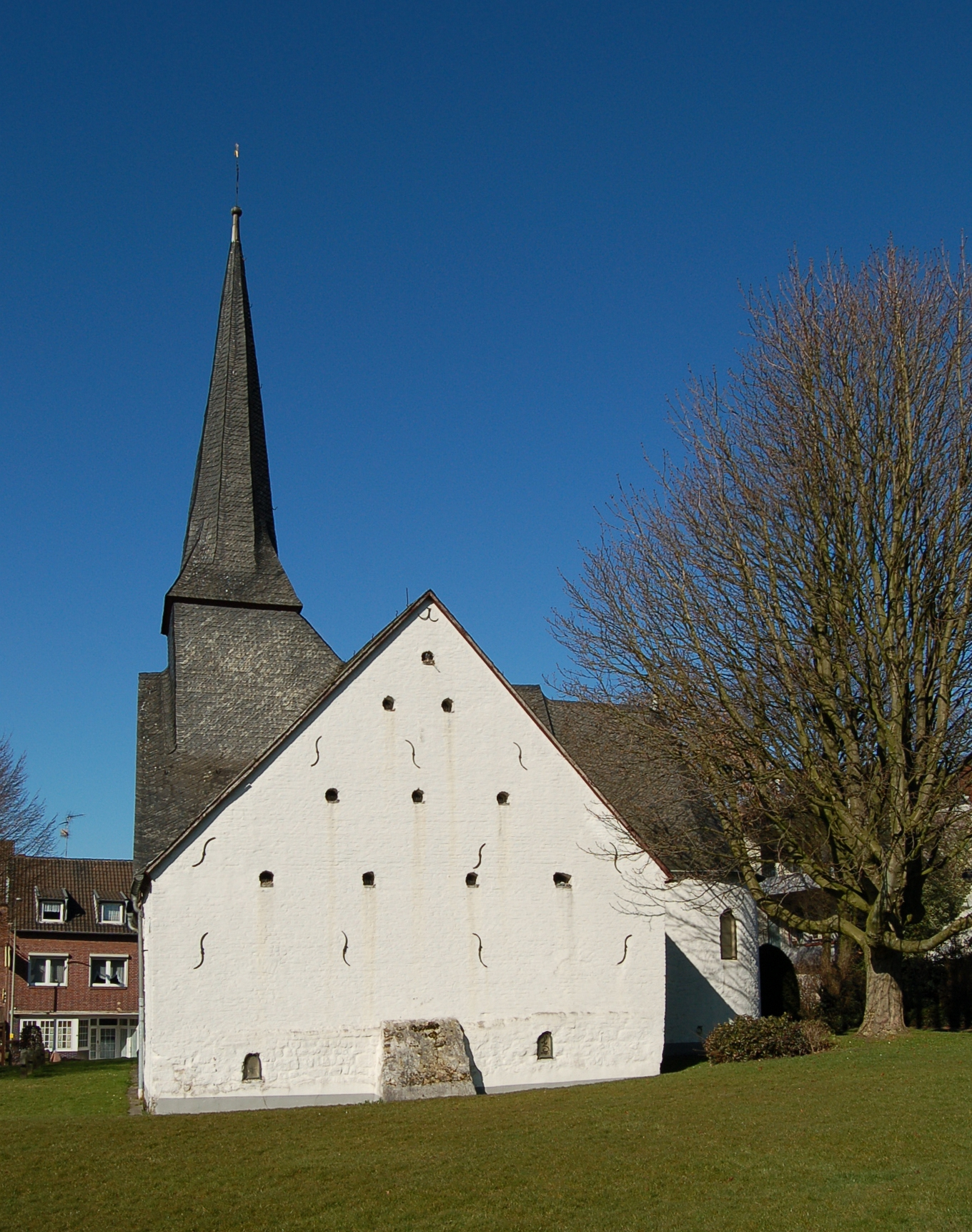
St.-Petrus-Kapelle (auch Karlskapelle genannt)

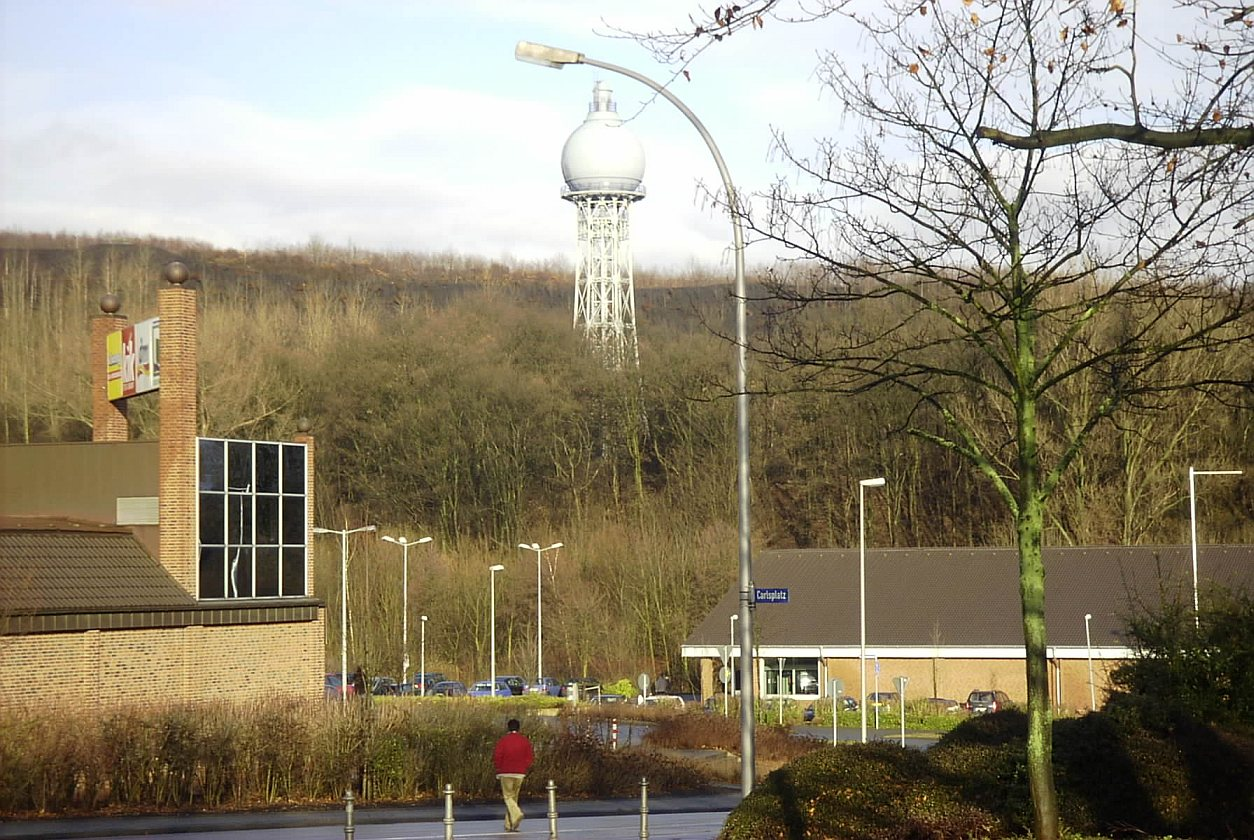
Wasserturm der Zeche Carolus Magnus

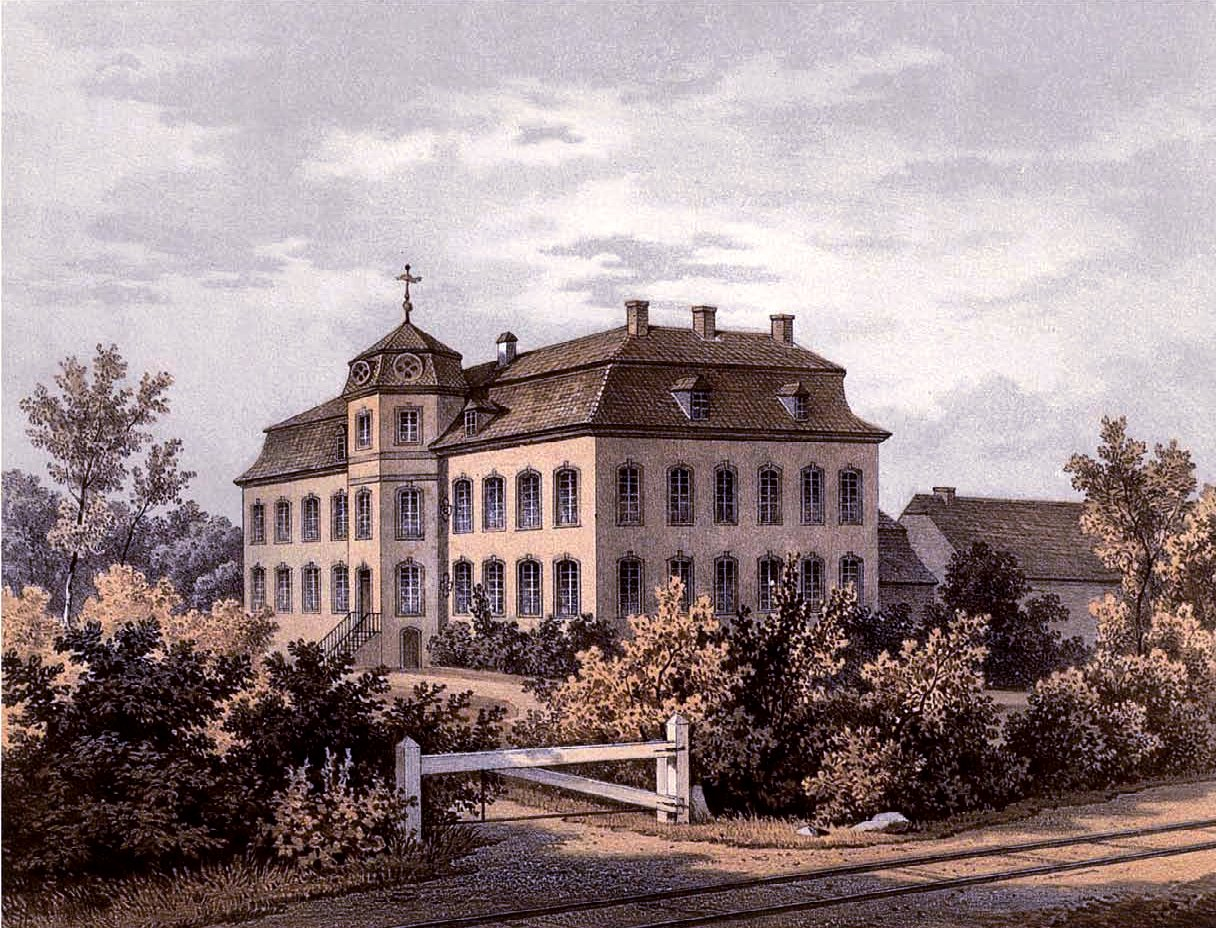
Schloss Zweibrüggen

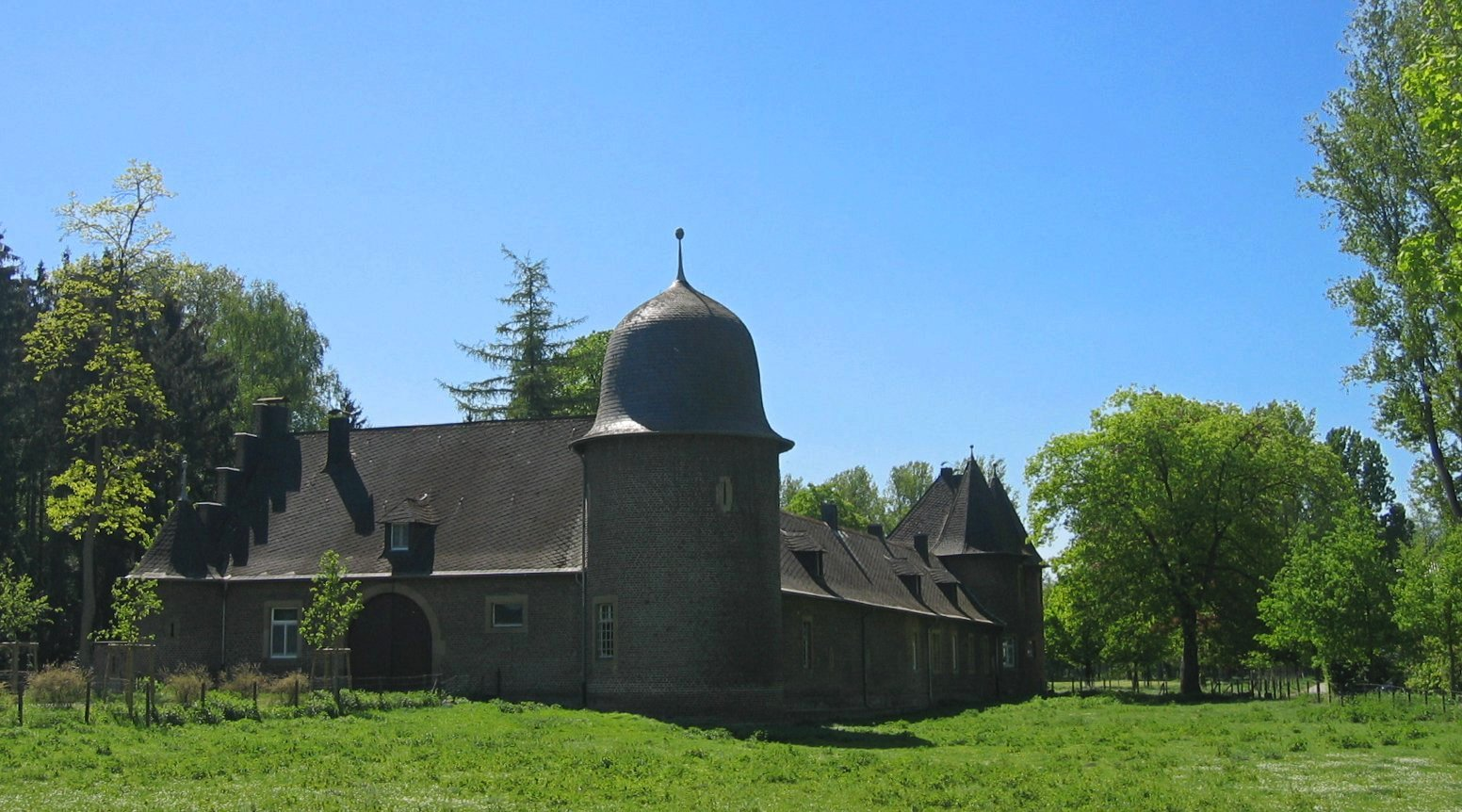
Schloss Rimburg

- Die St.-Petrus-Kapelle in Palenberg, auch Karlskapelle genannt, ist ein zweischiffiger, aus Kieseln, Bruch- und Backsteinen errichteter Bau des 11., 12. und 17. Jahrhunderts.

Im Jahr 1957 fand man bei Ausgrabungen an der Kapelle eine aus dem 8. Jahrhundert stammende achteckige Taufanlage, die belegt, dass die Holzkirche bereits im 8. Jahrhundert Tauf- und Pfarrkirche gewesen sein muss.
Ältester Teil der Kapelle ist das an der Stelle einer früheren Holzpfostenkirche errichtete, im Lichten 9 m lange und 6 m breite Schiff einer Saalkirche des 11. Jahrhunderts. Im zwölften Jahrhundert erfolgte der Anbau des südlichen Seitenschiffs und wenig später die Niederlegung des bisherigen rechteckiges Altarhauses der Saalkirche. An seine Stelle trat der heutige, aus einem queroblongen, tonnengewölbten Joch und der halbrunden, mit einer Halbkuppel überwölbten Apsis bestehende Chor.
Im 17. Jahrhundert erfolgte nach dem Dreißigjährigen Krieg der Anbau der großen nördlichen Vorhalle, die mit einem Kamin ausgestattet ist. Ferner wurde unter anderem über der Langseite des Seitenschiffs ein hoher, dreieckiger Giebel errichtet und hinter diesem im Obergeschoss Wohnräume für Wachmannschaften eingebaut. Aus der Zeit dieses Umbaus scheint auch der schlanke Dachreiter der Kapelle zu stammen.
- Die Lohnhalle der Grube Carolus Magnus (im heutigen Carolus Magnus Centrum), im Stil des Backsteinexpressionismus

- Der Wasserturm der Grube Carolus Magnus. Dieser wurde 1912 in der Bauform eines Kugelbodenbehälters durch das Stahlbau-Unternehmen F. A. Neumann (Eschweiler) errichtet. Der auf einem sechseckigen Gerüst aus Stahlfachwerk ruhende Kugelbehälter fasste rund 500 m³ Wasser. 1997/1998 erfolgte eine gründliche Instandsetzung, bei der wegen zu starker Korrosionsschäden die Laterne vollständig ersetzt wurde, das Zentralrohr mit der Wendeltreppe zum Durchstieg und die fahrbare Leiter zur Behälterwartung gingen verloren. Im Rahmen der Euregionale 2008 wurde der Wasserturm mit LED-Leuchten beleuchtet.

- Die Wassermühle Zweibrüggen, eine noch bis zur Regulierung der Wurm 1974 betriebene Mühle
- Das Schloss Zweibrüggen im klassizistischen Baustil

- Ein Nachbau einer römischen Hypocaustanlage im Naherholungsgebiet Wurmtal
- Die alte Frelenberger Pfarrkirche aus dem 15. und 16. Jahrhundert, Chor aus dem Jahr 1826
- Das an der Wurm gelegene Schloss Rimburg soll das älteste oder doch zumindest zweitälteste bewohnte Haus Deutschlands sein.
- Das ehemalige Empfangsgebäude des Bahnhofs Übach-Palenberg dient nach Sanierung und Umbau seit 2002 als Jugend- und Seniorenzentrum der Stadt und wird seit 2008 insoweit als Mehr-Generationen-Haus betrieben.
- Backes/Backhaus Zweibrüggen. Das alte Backhaus in Zweibrüggen wurde von der Dorfgemeinschaft vor dem Verfall gerettet. Das Backhaus ist funktionstüchtig und dort könnte auch heute noch wie in alten Zeiten Brot gebacken werden.
- Kloster Marienberg gehört der Ordensgemeinschaft der Oblaten des hl. Franz von Sales und war deren erste Niederlassung in Deutschland (1910)
- Quelle in Frelenberg. Die Quelle steht unter Denkmalschutz und liegt im Zentrum des Dorfes. Sie versorgte bis Mitte der 1920er Jahre das Dorf mit Trinkwasser. Aus einem Rohr floss ein dicker Strahl in ein Steinbecken „dr Pött“ und von dort als Bächlein „de Siep“ über eine gepflasterte Rinne die Dorfstraße entlang in die Wurm. Beim Ausbau der Geilenkirchener Straße 1934 wurde das Bächlein kanalisiert und verschwand leider unter der Straße. Zur Freude der Frelenberger fließt das Quellwasser auch heute noch in ein Becken und von dort in die Kläranlage Frelenberg, wo es zur Aufbereitung des Schmutzwassers verwendet wird.

### Parks
- Das Naherholungsgebiet Wurmtalsee liegt zwischen Palenberg und Marienberg.[15]
- Der Willy-Dohmen-Park in Windhausen (vom verstorbenen Unternehmer Willy Dohmen aus Übach-Palenberg für die Öffentlichkeit gestifteter und frei zugänglicher Park)

## Wirtschaft und Infrastruktur

### Verkehr

#### Radfahren
Übach-Palenberg ist in das Radwegenetz von Nordrhein-Westfalen eingebunden. Rad-Touristen können sich zudem am System der Knotenpunkte orientieren. Dieses System der Wegleitung wurde in Deutschland erstmals hier und im benachbarten Herzogenrath installiert, inzwischen ist es in Nordrhein-Westfalen in fast allen linksrheinischen Kommunen zu finden.

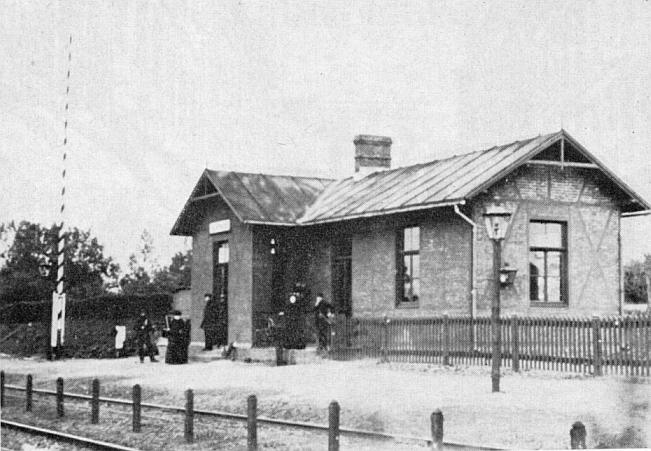
Palenberger Bahnhof um 1900

#### Schienenverkehr
Übach-Palenberg verfügt über den Haltepunkt Übach-Palenberg an der Bahnstrecke Aachen–Mönchengladbach, gelegen am westlichen Rand des Stadtteils Palenberg, dort halten die Nahverkehrszüge der Rhein-Niers-Bahn und des Wupper-Expresses.

#### Busverkehr
Übach-Palenberg gehört zum Aachener Verkehrsverbund und besitzt eine eigene Stadtbuslinie, ÜP1 genannt.

#### Straßenverkehr
Die nächsten Autobahnanschlussstellen sind an der A 44 „Alsdorf“ (ca. 10 km), an der A 46 „Heinsberg“ (ca. 16 km) und an der A 4 „Eschweiler-West“ (ca. 16 km).

### Ansässige Unternehmen
Ortsansässig sind die international tätigen Firmen SLV, Neuman & Esser, Rieter, Saurer (ex Schlafhorst) und SpanSet. Das 1998 gegründet Unternehmen Universal Polythex Kunststoffe GmbH produziert seit 2001 in Übach-Palenberg.
Seit 2010 produziert die Firma Solent GmbH & Co. KG Schokolade, Nüsse und Trockenfrüchte in einem neu gebauten Werk. Die Schwesterfirma Bonback GmbH & Co. KG betreibt am gleichen Standort eine Großbäckerei, insbesondere für tiefgefrorene Teigrohlinge. Ein weiteres Unternehmen vor Ort ist der Speiseeis-Hersteller Bon Gelati GmbH & Co. KG. Die MEG Übach-Palenberg GmbH stellt seit 2015 PET-Regranulat und PET-Rohlinge her. Solent, Bonback, Bon Gelati und MEG gehören zur Schwarz Produktion Stiftung & Co. KG, einer Zwischenholding der Schwarz-Gruppe und produzieren exklusiv für Lidl und Kaufland.

### Stadtbezogene Publikationsorgane
- Amtsblatt der Stadt Übach-Palenberg, Herausgeber: Der Bürgermeister. Erscheint 10 × im Jahr, Verteilung an Haushalte.[23]

### Feuerwehr- und Rettungswesen
Der Rettungsdienst Übach-Palenberg ist mit einem Rettungswagen (RTW) ausgerüstet.
Die Freiwillige Feuerwehr Übach-Palenberg sorgt für den Brandschutz und die allgemeine Hilfe. Sie besitzt zwei Löschzüge und vier Feuerwehrhäuser (Boscheln, Hauptwache Übach, Frelenberg und Scherpenseel).
Die Feuerwehr in Boscheln besitzt ein Mannschaftstransportfahrzeug, ein Löschgruppenfahrzeug 8/6 und ein Gerätewagen Gefahrgut.
Die Hauptwache in Übach ist mit folgenden Fahrzeugen ausgestattet: Einsatzleitwagen, Kommandowagen, TLF 16/25, DLK 23/12, LF 16-TS, LF20 einem Rüstwagen ausgestattet.
Die Löschgruppe Frelenberg führt ein Mannschaftstransportfahrzeug, Löschgruppenfahrzeug 8/6 und ein Löschgruppenfahrzeug 20/16.
Die Löschgruppe Scherpenseel hat ein Mannschaftstransportfahrzeug und ein LF 20.

## Persönlichkeiten

### Söhne und Töchter der Stadt
- Franz Derichs (1885–1967), deutscher Jesuit
- Jessica Faust (* 1992), Fernsehdarstellerin
- Hans Holzbecher (* 1958), Schauspieler, Kabarettist und Kabarett-Regisseur
- Leonard Jansen (1681–1754) war Prior des Klosters von Knechtsteden
- Thomas Jordan (* 1949), Leichtathlet
- Detlev Lauscher (1952–2010), Fußballspieler
- Norman Langen (* 1985), aufgewachsen und wohnhaft in Übach-Palenberg, deutscher Schlagersänger
- Peter Melchers (Petrus Melchioris) (* 12. Mai 1621 in Stegh bei Übach-Palenberg; † 1. Dezember 1682), war Reform-Abt der niederländischen Abtei Rolduc
- Hermann Josef Mispelbaum (1944–2024), Maler und Bildhauer
- Richard Riediger (* in Übach-Palenberg) ist Inhaber der größten mittelsteinzeitlichen Sammlung in Deutschland
- Alfred Schobert (1963–2006), deutscher Sozialwissenschaftler und Publizist, aufgewachsen in Übach-Palenberg
- Peter Speckens (* 28. Mai 1935; † 9. November 2019), Senioren-Leichtathlet, zahlreiche errungene Meisterschaften
- Karen Herzogin von Urach, geborene von Brauchitsch, adoptierte Gräfin Berghe von Trips (* 24. September 1959 in Rimburg)
- Johannes Joseph van der Velden (1891–1954) war von 1943 bis 1954 Bischof des Bistums Aachen
- Roman Thomas Heil (* 1997), Leichtathlet, dreimaliger westdeutscher Meister und dritter Platz bei Deutschen Winterwurfmeisterschaften 2014

### Personen in Verbindung mit Übach-Palenberg
- Thomas Maria Blisniewski (* 1960), aufgewachsen in Übach-Palenberg, Kunst- und Kulturhistoriker
- Jürgen Tarrach (* 1960), aufgewachsen in Boscheln, deutscher Schauspieler
- Alina Bock (* 1984), aufgewachsen in Übach-Palenberg, Sängerin und Komikerin